# Halmstadgruppen

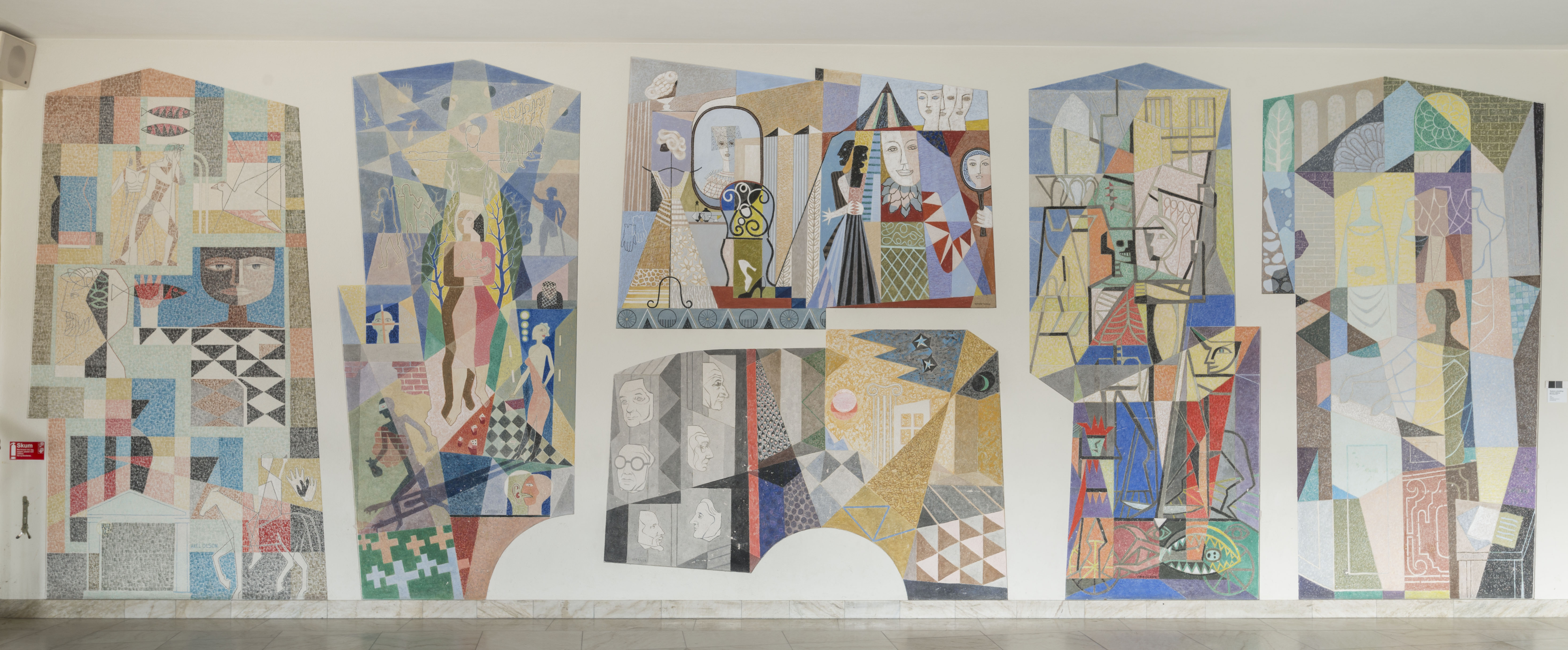
Väggmålning av Halmstadgruppen ”Teaterns utveckling genom tiderna”, 1954, Halmstads Teater. Foto: Patrik Leonardsson

Halmstadgruppen var en konstnärsgrupp som bestod av Sven Jonson, Waldemar Lorentzon, Stellan Mörner, Axel Olson, Erik Olson och Esaias Thorén. Gruppen kan sägas ha bildats 1929, i samband med Hantverks- konst- och industriutställningen i Halmstad det året. Den bestod oförändrad fram till 1979, då Stellan Mörner avled. De har fått sitt namn eftersom de flesta konstnärerna hade sina rötter i Halmstad, där flera av dem var bosatta i området Söndrum.  

## Historik
Åren 1922–1923 studerade Axel Olson i Berlin för den ryske konstnären Alexander Archipenko. Erik Olson och Waldemar Lorentzon studerade 1924 vid Fernand Légers målarakademi i Paris. Även Stellan Mörner, Sven Jonson och Esaias Thorén studerade i Paris under 1920-talet.  
En viktig roll för gruppen spelade även Egon Östlund, som förmedlade viktiga kontakter med bland andra Gösta Adrian-Nilsson och som ofta framträdde som deras talesperson. Bröderna Erik och Axel Olson och Waldemar Lorentzon hade lärt känna Egon Östlund redan i samband med Hallandspostens amatörutställning. Stellan Mörner, Sven Jonson och Esaias Thorén lärde känna de övriga först senare. 
Halmstadgruppens medlemmar var under 1920-talet kubister och introducerade surrealismen i Sverige under 1930-talet. 1929 hade de sin första gemensamma utställning i samband med Halmstadsutställningen 1929 och påföljande år ställde Halmstadgruppen ut tillsammans i Göteborgs konsthall. 1935 deltog de i utställningen Kubisme=Surrealisme i Köpenhamn tillsammans med andra nordiska surrealister bland annat Franciska Clausen, Rita Kern Larssen, Elsa Thoresen, Vilhelm Bjerke-Petersen och Wilhelm Freddy. Medlemmar av gruppen ställde även ut vid bland annat The International Surrealist Exhibition i London 1936, tillsammans med tongivande surrealister som André Breton, Salvador Dalí och Paul Éluard. Dock satte gruppens medlemmar en säregen prägel på sin surrealism, där det nordiska ljuset och motiv från den halländska kuststräckan, såsom strandfynd och fiskeredskap, ofta är närvarande. En annan skillnad mot de internationella surrealisterna är att de hade en mer tolerant syn på religiösa inslag i sin konst; i synnerhet när andra världskriget närmade sig blev existentiella och religiösa frågeställningar alltmer synliga i vissa av gruppens verk.
Även om medlemmarna blev allt mer individuella i sitt måleri så höll gruppsammanhållningen i sig i femtio år fram till Mörners död 1979. Under 1940- och 1950-talen förenades de även i den så kallade Söndrumskolonin tillsammans med bland andra Sven X:et Erixson och Carl Fredrik Reuterswärd, ett vitalt kulturkollektiv där ibland även poeterna Elsa Grave och Erik Lindegren anslöt. Sistnämnde inspirerades av Halmstadgruppens konst i sin diktning, och tolkade flera av deras målningar i dikter i Deviser (1947). 
Redan under deras levnad skapades en permanent utställningslokal på Mjellby konstgård, numera Mjellby konstmuseum i Halmstad. Här samt på Hallands Konstmuseum finns en omfattande samling av Halmstadgruppens verk.
Halmstadgruppens medlemmar gjorda flera offentliga konstverk, inte minst i hemstaden Halmstad.

## Medlemmar

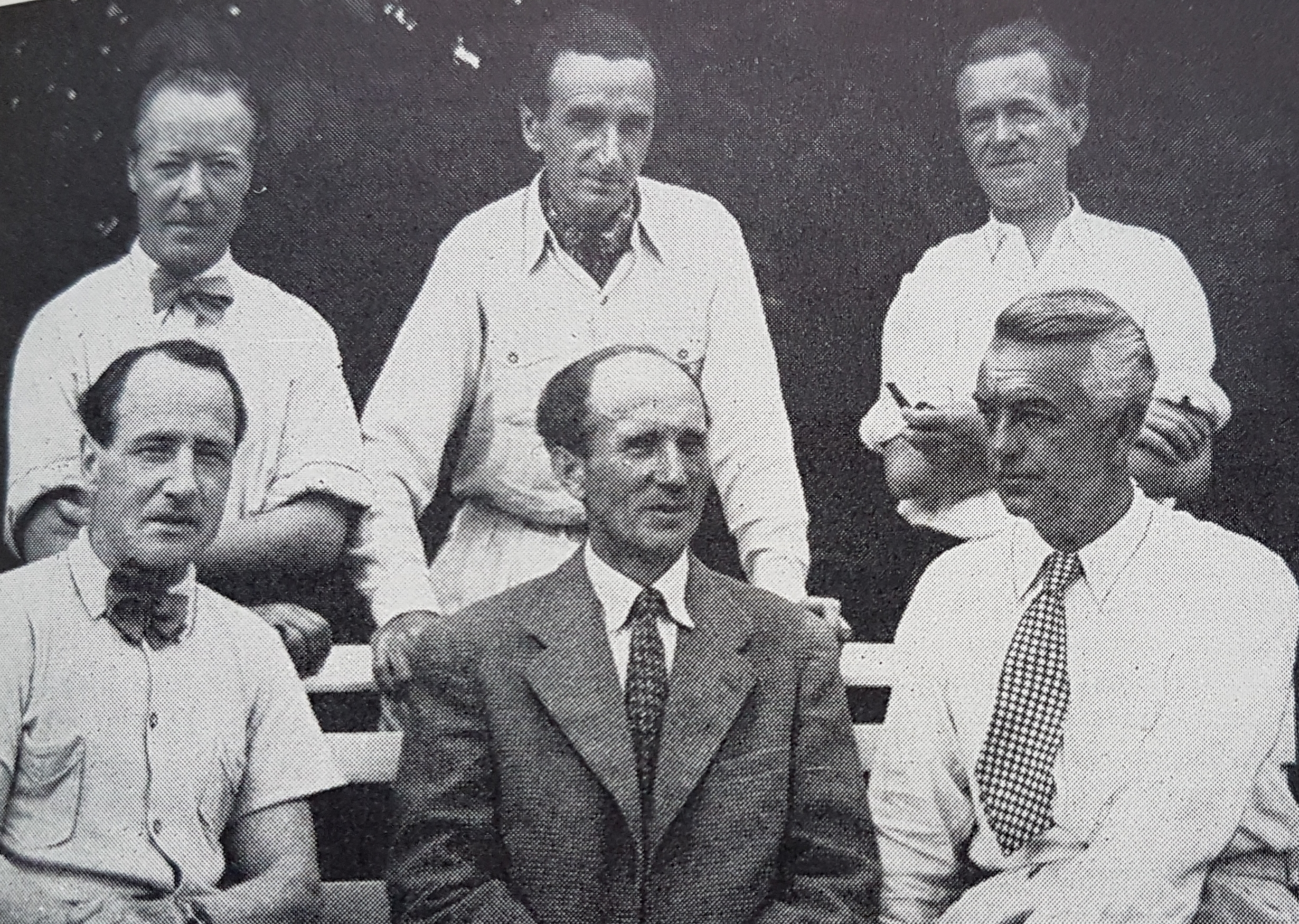
Halmstadgruppen

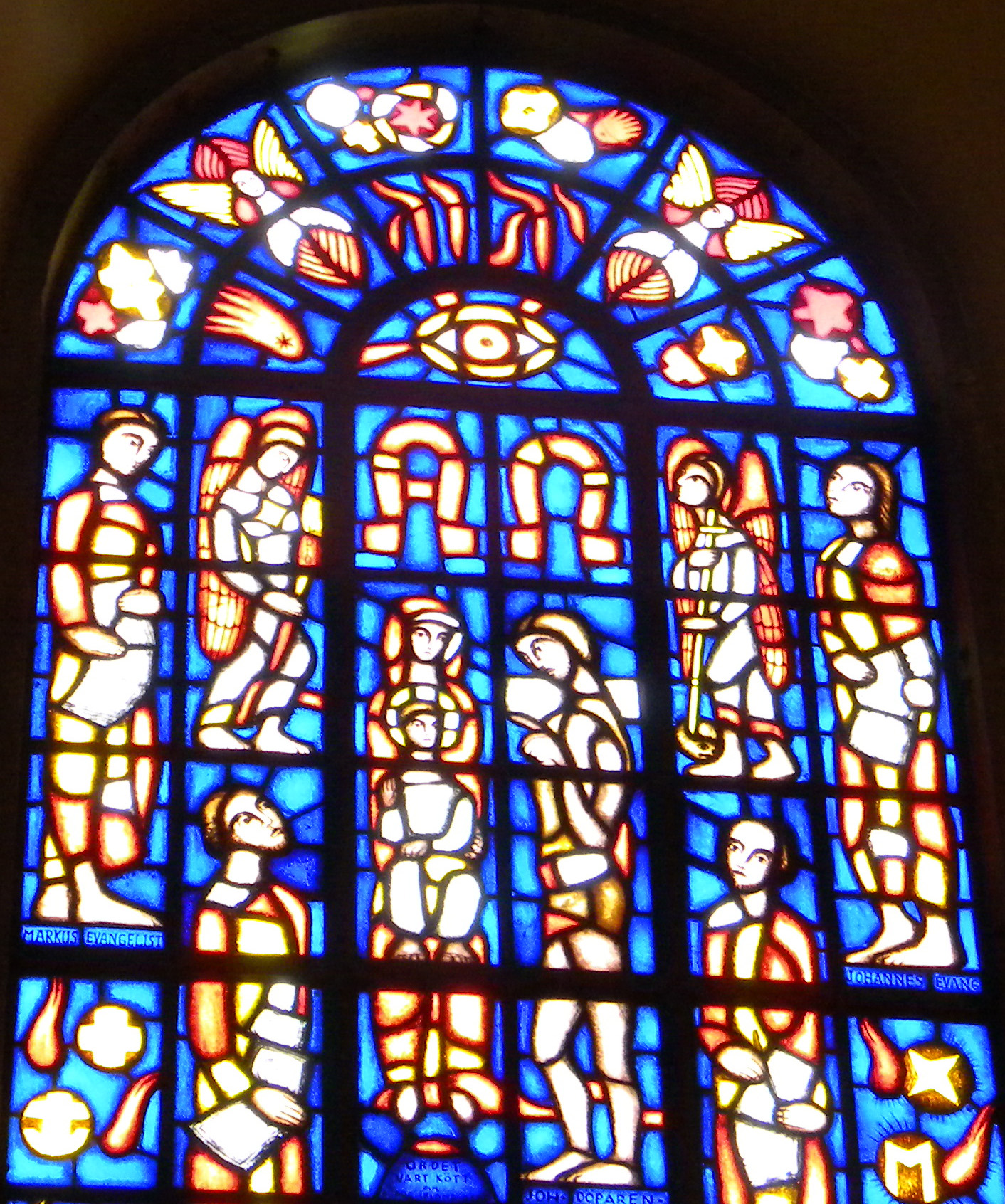
Glasmålning av Erik Olson i Sofia Albertina kyrka, Landskrona

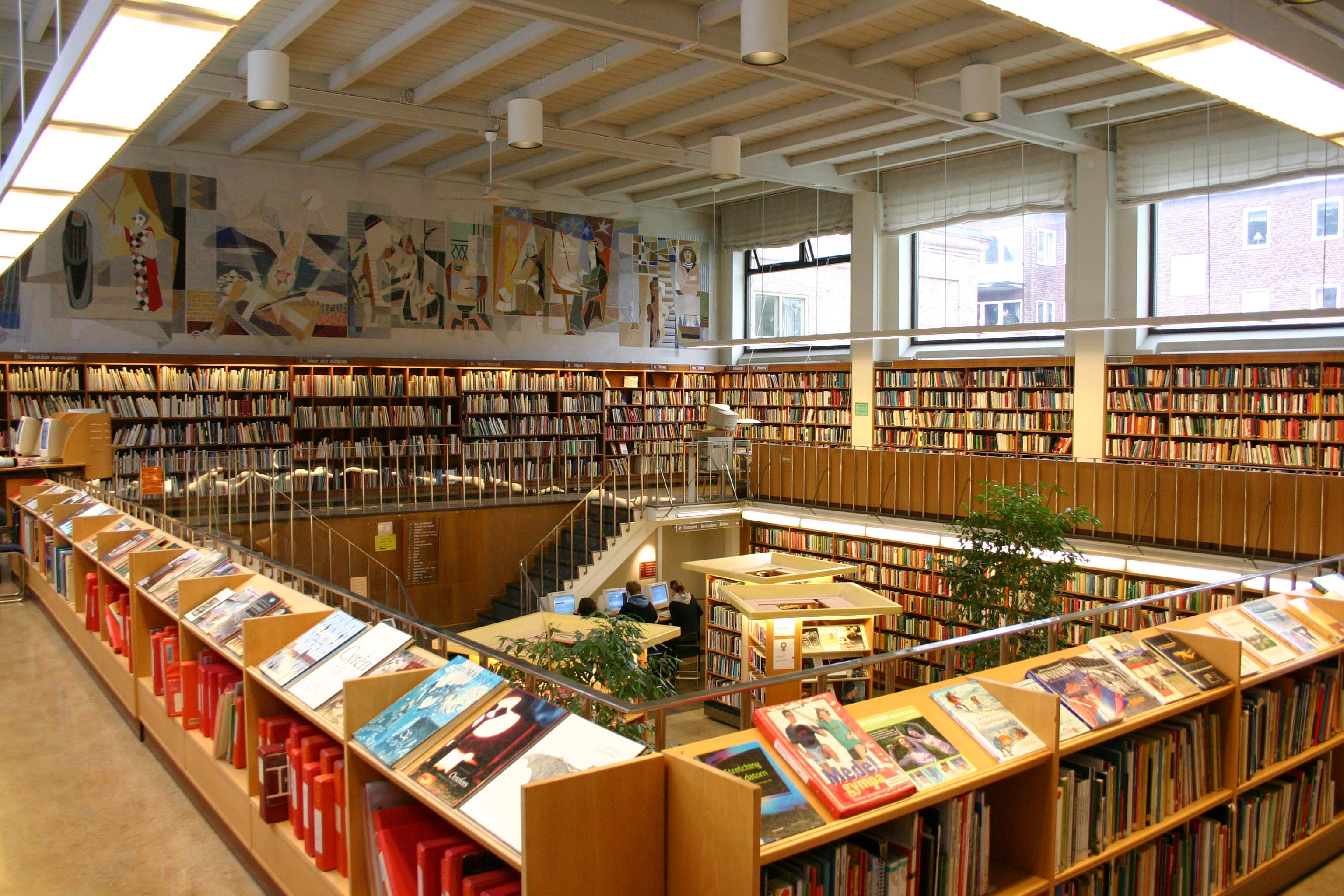
Målningar i det tidigare stadsbiblioteket i Halmstad utförda av medlemmar av Halmstadgruppen, 1953

- Sven Jonson
- Waldemar Lorentzon
- Stellan Mörner
- Axel Olson
- Erik Olson
- Esaias Thorén

## Offentlig konst av Halmstadgruppen (i urval)
- Waldemar Lorentzon och Axel Olson, takmålningar till Skavböke kapell, 1929
- Sven Jonson, Waldemar Lorentzon, Stellan Mörner, Axel Olson och Esaias Thorén, intarsior till Halmstads rådhus, 1938
- Erik Olson, smide, Halmstads rådhus, 1938
- Gemensam muralmålning på temat litteraturens historia, gamla stadsbiblioteket i Halmstad (idag Nolltrefem - kulturhus för unga), 1953
- Erik Olson, glasmålningar till S:t Nikolai kyrka, 1953
- Gemensam muralmålning "Teaterns utveckling genom tiderna", Halmstads Teater, 1954
- Axel Olson, "Arbetaren bygger samhället", väggmosaik Halmstads Teater, 1954
- Erik Olson, "Komedianten", smide, Halmstads Teater, 1954